# 酒本雅之
酒本 雅之（さかもと まさゆき、1931年5月14日 - ）は、日本のアメリカ文学者、翻訳家。お茶の水女子大学・共立女子大学名誉教授。ラルフ・エマソン、ヘンリー・ソロー、ホイットマンなどを、長年翻訳・研究した。

## 略歴・人物
岡山県生まれ。東京大学大学院修士課程修了。お茶の水女子大助教授、教授、2002年まで共立女子大学教授。2011年瑞宝中綬章受章。

## 著書
- 『アメリカ・ルネッサンス序説』（エマソン・ソーロウ・ホイットマン、研究社）  1969
- 『アメリカ・ルネッサンスの作家たち』（岩波新書）  1974
- 『支配なき政府 ソーロウ伝』（国土社、世界を動かした人びと3） 1975
- 『20世紀アメリカ小説覚え書 「市民」像の諸相』（英潮社出版） 1975
- 『陰画世界への旅』（ホーソーン、冬樹社） 1977
- 『アメリカ文学をどう読み解くか 文学史の構築をめざして』（中教出版） 1978
- 『沙漠の海 メルヴィルを読む』（研究社出版） 1985
- 『ことばと永遠 エミリー・ディキンソンの世界創造』（研究社出版） 1992

### 共編著
- 『コンパクトアメリカ文学史』（岩元巌、荒竹出版） 1980

## 翻訳
- ラルフ・エマソン『代表的人間像』 日本教文社（エマソン選集6） 1961、オンデマンド版 2014
- ホイットマン『草の葉』 岩波文庫（上・中・下）、杉木喬・鍋島能弘共訳、1969-71／酒本による単独改訳 1998
- バーナード・マラマッド『アシスタント』 荒地出版社、1969
- トマス・ウルフ『死よ、誇り高き兄弟』 荒地出版社、1971
- ジェイムズ・ディキー『わが心の川』 新潮社、1971
  - 新編『救い出される』 新潮文庫（村上柴田翻訳堂）、2016
- 『エマソン論文集』 岩波文庫（上・下）、1972-73 - 度々重版
- レスリー・A・フィードラー『消えゆくアメリカ人の帰還』 新潮社（アメリカ文学の原型3）渥美昭夫共訳、1972
- D・H・ロレンス『アメリカ古典文学研究　デモクラシー アメリカ古典文庫12』 研究社出版、亀井俊介解説、1974
- ヘンリー・デイヴィッド・ソロー『野性にこそ世界の救い』 森林書房、1982
- ナサニエル・ホーソーン『人面の大岩』 国書刊行会（バベルの図書館）、竹村和子共訳、1988、新編 2012
- ハーマン・メルヴィル『代書人バートルビー』 国書刊行会（バベルの図書館）、1988、新編 2012
- ヘンリー・D・ソロー『ウォールデン』 ちくま学芸文庫、2000、復刊2022